# Derek Theler
Derek Theler (Fort Collins, 29 de outubro de 1986) é um ator de cinema e televisão e modelo norte-americano.

## Carreira
Derek começou a sua carreira de ator em 2009, estrelando em vários papéis menores em séries de TV como The Middle, Cougar Town e The Hills. Ele também fez o teste para o Capitão América: O Primeiro Vingador, mas não foi aprovado.
Em 2012, conseguiu seu primeiro papel importante quando estava no elenco da comédia da ABC Family, Baby Daddy, encenando Danny Wheeler, o irmão (e companheiro de quarto) de um cara que descobre que ele é um pai quando alguém deixa um bebê fora de sua porta.
Entre shows de atuação, Theler apareceu como modelo em comerciais de TV. Ele desembarcou pela primeira vez em um cobiçado comercial Coca-Cola Zero, em 2009. Isso, então, seguido de uma campanha para a State Farm Insurance, no qual ele interpretou um "cara quente", que é "sensível" e tem um "lado negro". Ele também tem saído em comerciais para a Nike, Kayak.com, Arby's e Verizon.
Além de atuar, ele também foi o escritor e produtor executivo de um curta-metragem chamado Intrusion, ele também gosta de jogar futebol e natação.
Theler atualmente reside em Los Angeles.

## Filmografia
| Ano  | Título                      | Papel          | Notas          |
| ---- | --------------------------- | -------------- | -------------- |
| 2009 | G Love                      | Cliff          | Curta-metragem |
| 2010 | Intrusion                   | Mike Myers     | Curta-metragem |
| 2010 | Valentine's Day             | Masseuse       | Sem créditos   |
| 2010 | Get Him to the Greek        | Standard Guest | Sem créditos   |
| 2011 | Katherine Heigl Hates Balls | Modelo         | Curta-metragem |
| 2011 | Camp Virginovich            | Derek Moore    |                |

| Ano       | Título                              | Papel           | Notas                                                  |
| --------- | ----------------------------------- | --------------- | ------------------------------------------------------ |
| 2007      | The Hills                           | Himself         | Convidado especial no episódio "New Year, New Friends" |
| 2009      | Cougar Town                         | Beach Guy       | Episode "Two Gunslingers" (sem créditos)               |
| 2009      | The Middle                          | Sound Guy       | Episode "The Scratch" (sem créditos)                   |
| 2009–2010 | The Tonight Show with Conan O'Brien | Bike Cop / Loki | Sem créditos                                           |
| 2010      | Vampire Zombie Werewolf             | Derekktor       |                                                        |
| 2011      | Conan                               | All-Star / Thor | Sem créditos                                           |
| 2011      | 90210                               | Shawn           | 2 episódios                                            |
| 2012–2017 | Baby Daddy                          | Danny Wheeler   | Personagem principal                                   |
| 2013      | Hey Tucker!                         | Derek Theler    | Mini-série                                             |